# Uden (gemeente)

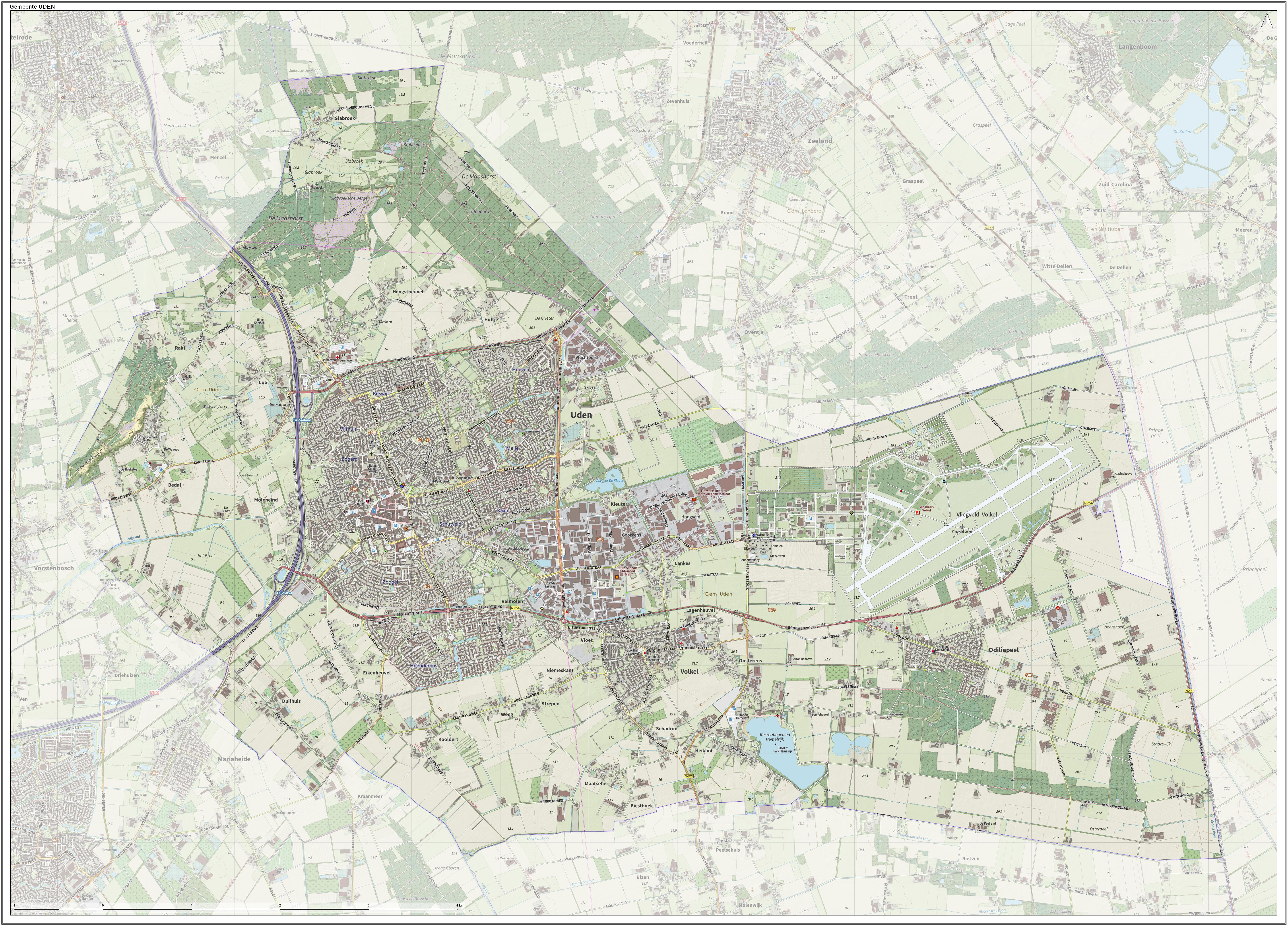
Topografische gemeentekaart van Uden, december 2017

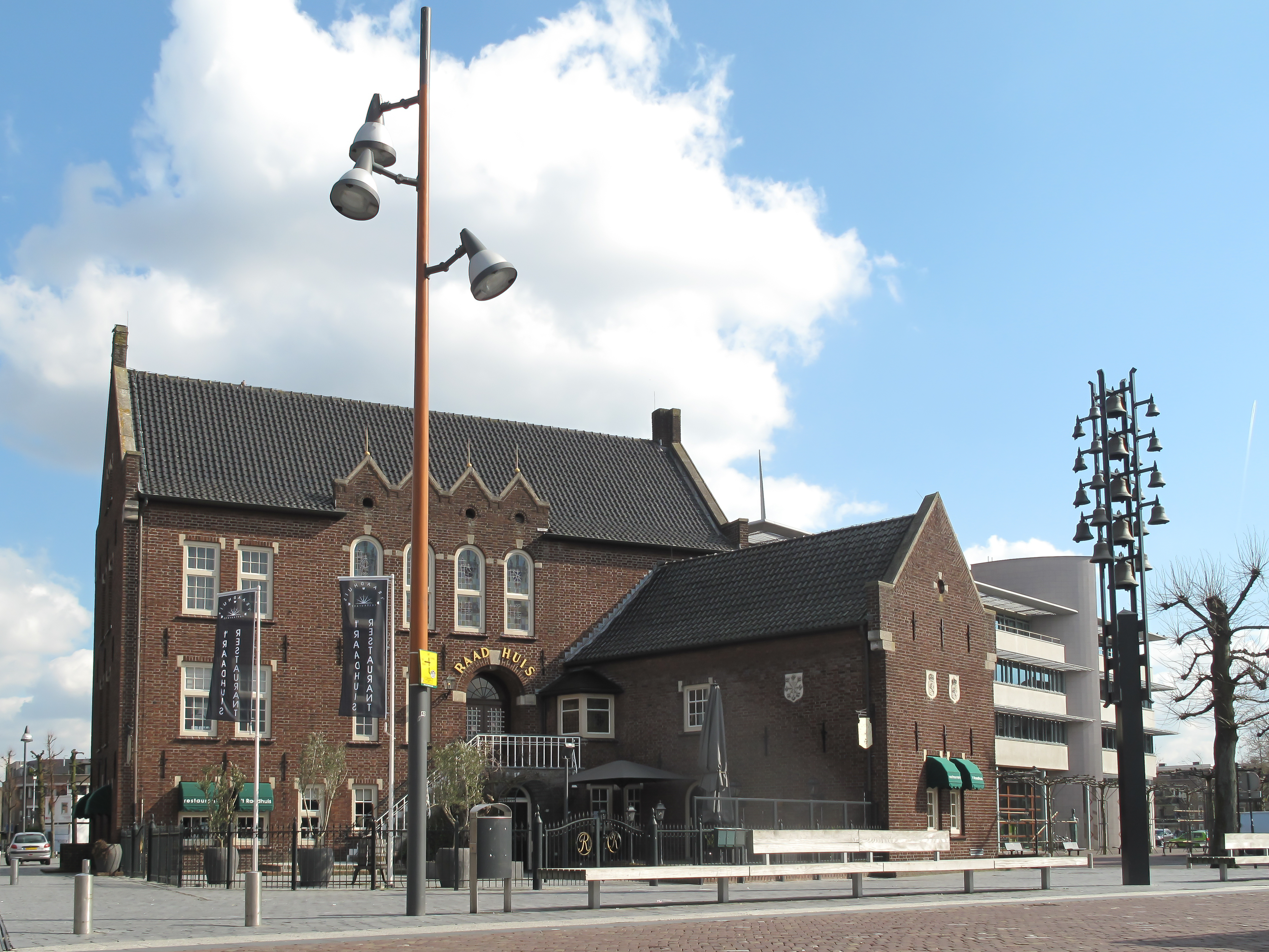
Uden, gemeentehuis 1938-1980, later restaurant 't Raadhuis, en van 2017 tot en met 2023 restaurant Oonivoo en sinds 2024 restaurant
Raadhuis Uden

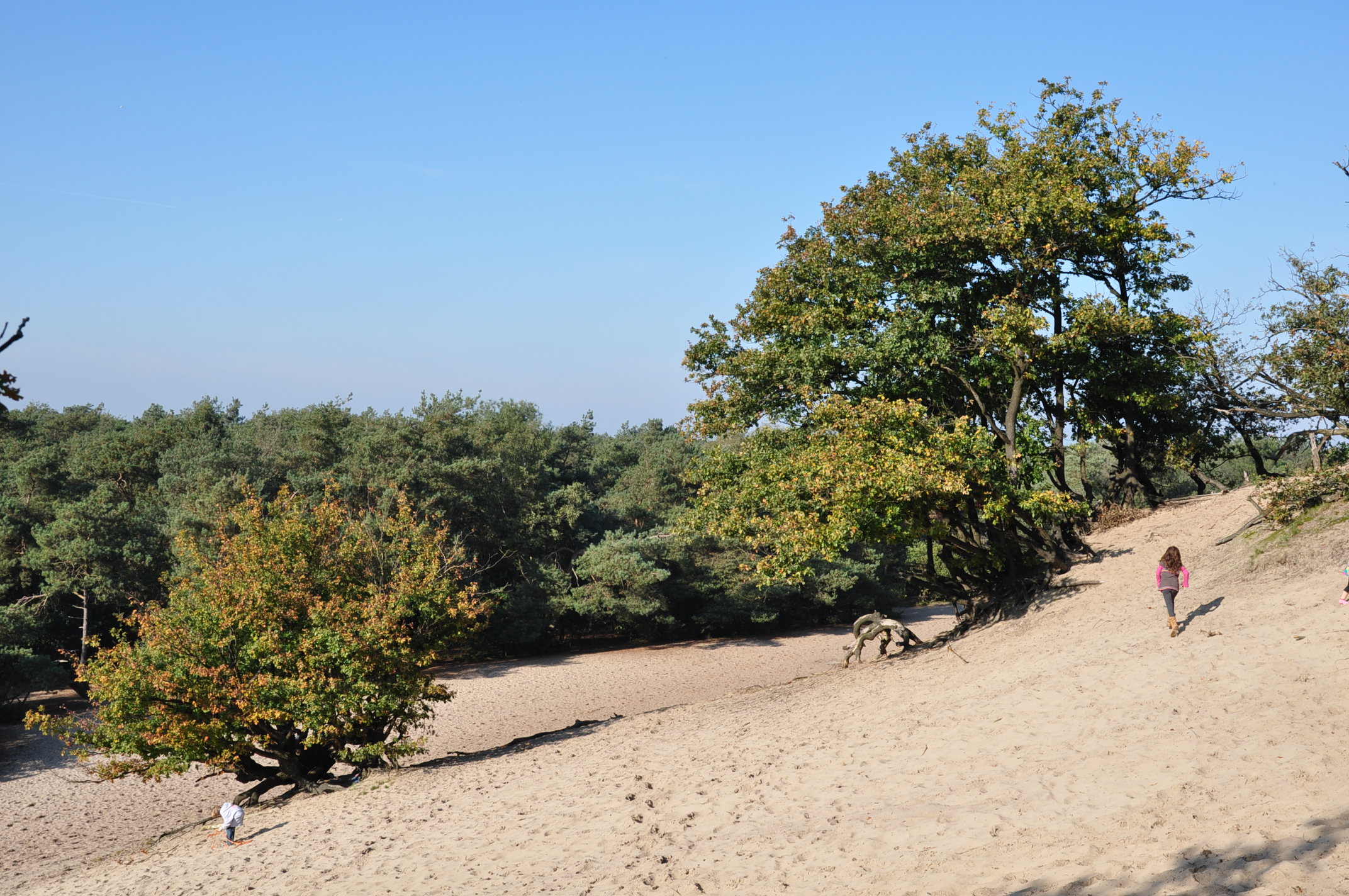
De Bedafse Bergen, een natuurgebied vlak buiten Uden

Uden (uitspraakⓘ) is een voormalige gemeente in de Nederlandse provincie Noord-Brabant, gelegen in de Peelrand en de Peelkern. De gemeente telde 42.361 inwoners (1 juli 2021, bron: CBS). De gelijknamige hoofdplaats telde op 1 januari 2021 36.805 inwoners.

## Gemeentefusie
In het kader van de gemeentelijke herindeling in Noord-Brabant fuseerden de gemeenten Uden en Landerd op 1 januari 2022 tot een nieuwe fusiegemeente Maashorst.

## Kernen

### Woonplaatsen
| Woonplaats (BAG) | Inwoners 2023 |
| ---------------- | ------------- |
| Uden             | 37.325        |
| Volkel           | 3.545         |
| Odiliapeel       | 2.075         |

### Buurtschappen
Binnen de gemeente bevinden zich de volgende buurtschappen: Bedaf · Biesthoek · Duifhuis · Eikenheuvel · Heikant · Hengstheuvel · Hoogveld · Hultje · Kleuter · Kooldert · Lagenheuvel · Lankes · Loo · Maatsehei · Moleneind · Niemeskant · Oosterens · Rakt · Schadron · Slabroek · Strepen · Velmolen · Vloet · Weeg.

## Geschiedenis

### Land van Herpen
In 1233 vond er een scheiding plaats tussen het territorium Cuyk en het Land van Herpen en Uden. Uden vormde in die periode samen met Herpen één heerlijkheid. Tot de stichting van het stadje Ravenstein bleef Herpen de hoofdplaats van dit landje.

### Gemene gronden
Rutger van Herpen verkocht of verpachtte in 1313 of 1314 gemene gronden aan inwoners van Boekel en Volkel. Wanneer de edele heer zijn liquide positie wilde verbeteren, dan gaf hij tegen betaling het gebruiksrecht van enige van zijn gronden uit, te beginnen met de woeste gronden binnen zijn heerlijkheid. Bij deze gemene gronden moet men vooral denken aan drassige gronden en onvruchtbare hoger gelegen gronden, zoals heidevelden.

### Land van Ravenstein
In 1324 ging Uden als heerlijkheid in bestuurlijk opzicht behoren tot het Land van Ravenstein.
Initieel viel de heerlijkheid Uden onder heerschappij van het Huis Valkenburg tot en met 1396, vanaf 1397 onder Kleef, tussen 1609-1670 onder het Huis van Brandenburg en tevens van 1609-1742 onder het Huis van Neuburg. Tussen Brandenburg en Neuburg heerste onderlinge strijd om de rechten van het gebied. In de laatste periode werd de heerlijkheid Uden vanaf 1742 door het Huis van Sulzbach-van der Pfalz geregeerd, tot de verovering door de Fransen in 1794.

### Commune d'Uden
De gemeente Uden is net als andere Nederlandse gemeenten omstreeks 1795 ontstaan, zijnde een bestuursvorm naar Frans voorbeeld ter vervanging van de landelijk sterk uiteenlopende vormen van lokaal bestuur tijdens het ancien régime. De Fransen veroveren het Land van Ravenstein in 1794, wat gevolgen had voor de toenmalige heerlijkheid Uden: de heerlijkheid werd in de Franse periode opgedeeld in de gemeenten Boekel, Uden en Zeeland.

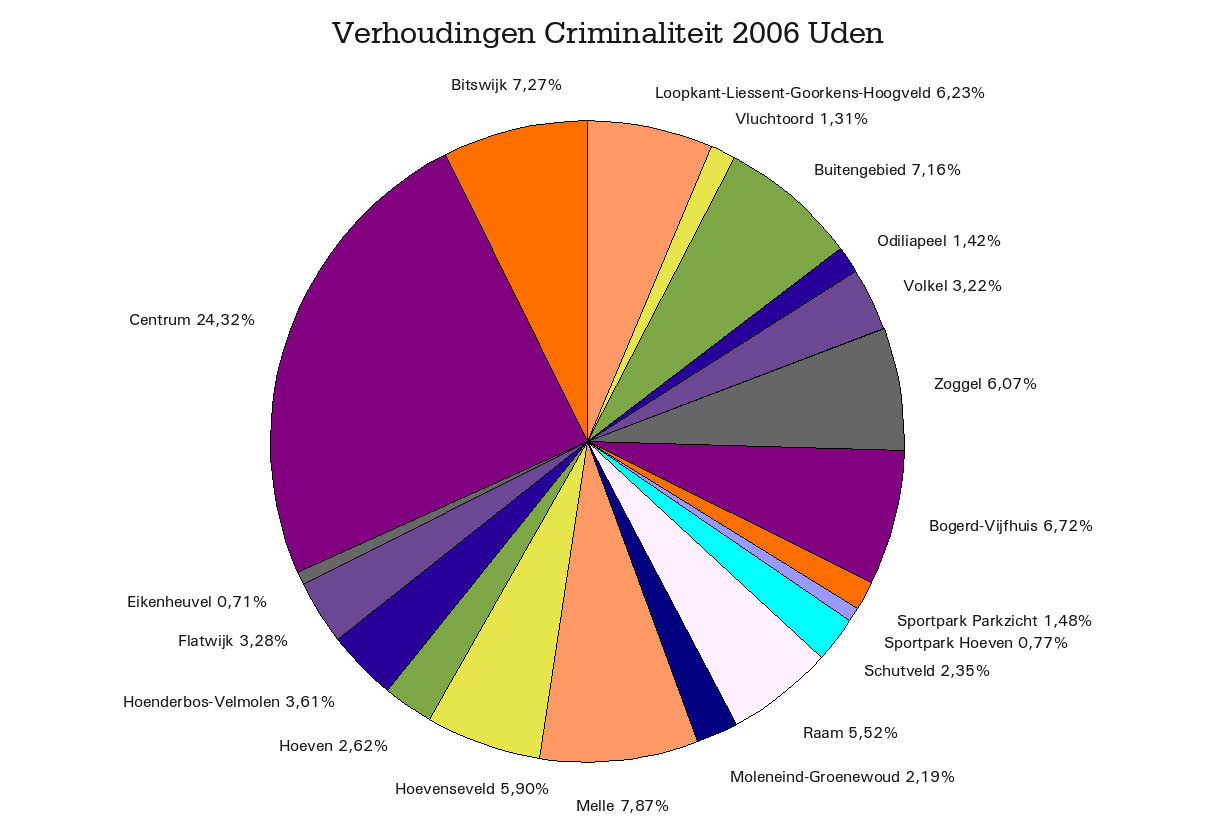
Criminaliteitstatistiek: Verhouding per wijk

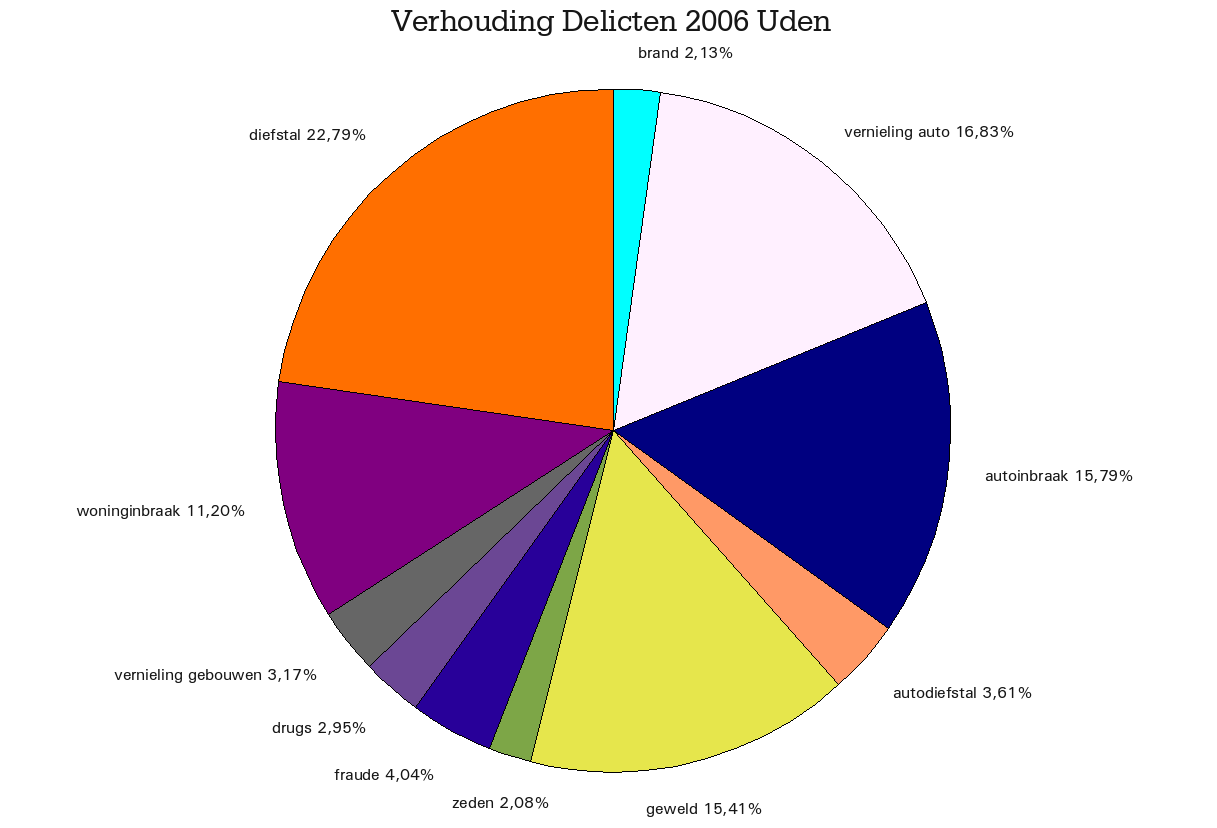
Criminaliteitstatistiek: Verhouding delicten

### Aardbeving
In Uden vond op 20 november 1932 om 23:37 uur een sterke aardbeving plaats, met intensiteit VI volgens de Mercallischaal. Minder solide huizen en gebouwen werden beschadigd. Het was, tot aan de beving van Roermond in 1992, de krachtigste tot dan toe.

## Politiek
Uden is van oudsher gedomineerd door een (katholiek) gemeentebestuur van boeren, arbeiders en later ook middenstanders en industriëlen. Van de jaren 1950 tot heden was eerst de Katholieke Volkspartij (KVP), sinds 1980 het Christen-Democratisch Appèl (CDA) een dominante factor. In 1982 is na verkiezingen voor het eerst de absolute meerderheid in de gemeenteraad niet meer in handen van KVP/CDA in Uden. Tot laat in jaren 1970 resulteerde dit in samenstelling van bijvoorbeeld raadscommissies waar alleen maar eigen katholieke (christelijke) raadsleden lid van waren en raadsleden van de oppositie uitgesloten werden van beraadslagingen.
Ook de posten van burgemeester, gemeentesecretaris en wethouders worden altijd ingevuld door KVP/CDA'ers. Pas in 1978 wordt er voor het eerst één wethouder van PvdA toegestaan, waarna er vervolgens afwisselend door het CDA coalities worden gesloten met PvdA of VVD (zogeheten 'verdeel-en-heers-politiek') soms aangevuld met een lokale partij.
Van 1994-1998 is er een college van B en W tussen CDA-VVD-PvdA. Vermeldenswaard is dat in die jaren er ook een (nieuwe ronde van) gemeentelijke herindeling speelt, waarbij in eerste instantie tot een fusiegemeente Uden-Veghel-Boekel door alle drie Gemeenteraden, Provinciale Staten en Tweede Kamer wordt besloten. Op het allerlaatste moment -nadat meerwaarde, kleiner aantal ambtenaren en lagere lasten niet waargemaakt zouden kunnen worden volgens Uden- en succesvolle lobby bij Eerste Kamer wordt tegengestemd.
Vervolgens is er in 1998-2002 een coalitie van CDA met PvdA en SP. Het CDA sluit in 2002 weer even makkelijk een deal met VVD en Jong Uden, een in 1998 ontstane lokale partij opgericht door jongeren. Halverwege de rit in 2004 wordt de VVD aan de kant gezet en wordt Leefbaar Uden, een in 2001/2002 gestarte lokaal sociaal-liberale fractie (vanuit VVD; D66; Kerngroep 1990 en Ondernemend Uden!) bij de coalitie gevraagd.
Tevens wordt er voor het eerst een niet-CDA'er burgemeester in Uden: in 2004 komt Joke Kersten (PvdA) eerst als waarnemer en later als gewoon Eerste burger. Bij de raadsverkiezingen in 2006 is er een kleine aardverschuiving in Uden: de in 1982 ooit als eenmansfractie begonnen SP wordt de grootste fractie en stijgt van 4 naar 6 leden en het CDA verliest er 2 en komt op 5. Desondanks wordt de SP tot de oppositie veroordeeld tezamen met nieuwkomer Gewoon Uden, een afsplitsing in 2005/2006 van de VVD.
In de raadsperiode 2006-2010 wordt het College van B & W ingevuld door burgemeester (PvdA), gemeentesecretaris (PvdA/D66) en vijf wethouders (CDA+Jong Uden+VVD+Leefbaar Uden+PvdA), waardoor er een brede coalitie op sociaal-liberaal-democratische grondslag met een christelijk randje, oftewel vijf fracties met 19 van de 27 raadszetels. Er gaan opnieuw geluiden op om nauwer als stedelijke regio Uden-Veghel samen te werken en een fusie op termijn wordt niet uitgesloten.
Na de verkiezingen in 2010 worden de nieuwe wethouders geleverd door VVD-Leefbaar Uden (2), CDA (2) en PvdA (1), samen zijn die drie partijen goed voor 16 van de 27 zetels. De vijf wethouders vormen samen vier fte's, een halve minder dan de periode hiervoor.
Eind mei 2011 stapt eerst een wethouder van het CDA op. Als dan daarna het CDA op zoek gaat naar een vervanger wordt die tweede wethouder het struikelblok voor de coalitie. Op 5 juli zegt de CDA-fractie het vertrouwen in de coalitie op en kort daarna dient ook de tweede wethouder van het CDA zijn ontslag in.
VVD-Leefbaar Uden en PvdA gaan samen op zoek naar een nieuwe meerderheid. Daaruit volgt een nieuwe coalitie en akkoord op 15 juli 2011. Deze nieuwe coalitie bestaat dan uit VVD-Leefbaar Uden, PvdA, Jong Uden en D66. Er komen dan vier wethouders, twee van VVD-Leefbaar Uden (1,9 fte), een van PvdA (0,9 fte) en een van Jong Uden (1 fte).
Na de verkiezingen van 2014 wordt de coalitie (15 zetels) gevormd door VVD-Leefbaar Uden, Jong Uden, Gewoon Uden, D66 en PvdA. Alle vijf de partijen leveren een wethouder, respectievelijk 1,0, 1,0, 0,8, 0,7 en 0,7 fte.
Jong Uden, CDA, Gewoon Uden en VVD-Leefbaar Uden vormen, met 17 zetels, de nieuwe coalitie in 2018. Elk van deze partijen levert een van de vier wethouders.

### Gemeenteraad
De gemeenteraad van Uden bestond uit 27 zetels. Hieronder staat de samenstelling van de gemeenteraad van 1998-2021.
| Gemeenteraadszetels | Gemeenteraadszetels | Gemeenteraadszetels | Gemeenteraadszetels | Gemeenteraadszetels | Gemeenteraadszetels | Gemeenteraadszetels |
| Partij              | 1998                | 2002                | 2006                | 2010                | 2014                | 2018                |
| ------------------- | ------------------- | ------------------- | ------------------- | ------------------- | ------------------- | ------------------- |
| Jong Uden           | 2                   | 4                   | 4                   | 4                   | 5                   | 5                   |
| CDA                 | 7                   | 7                   | 5                   | 6                   | 5                   | 4                   |
| SP                  | 6                   | 4                   | 6                   | 5                   | 7                   | 4                   |
| Gewoon Uden         | -                   | -                   | 2                   | 1                   | 2                   | 4                   |
| VVD-Leefbaar Uden   | -                   | -                   | -                   | 8                   | 6                   | 4                   |
| UdenPlus            | -                   | -                   | -                   | -                   | -                   | 3                   |
| GroenLinks          | -                   | -                   | -                   | -                   | -                   | 1                   |
| PvdA                | 2                   | 2                   | 3                   | 2                   | 1                   | 1                   |
| D66                 | 1                   | -                   | -                   | 1                   | 1                   | 1                   |
| VVD                 | 5                   | 4                   | 4                   | -                   | -                   | -                   |
| Leefbaar Uden       | 2                   | 4                   | 3                   | -                   | -                   | -                   |
| Totaal              | 25                  | 25                  | 27                  | 27                  | 27                  | 27                  |
| Opkomst             |                     |                     | 57,30%              | 52,68%              | 55,30%              | 55,31%              |

## Met Uden verbonden organisaties

### Samenwerking in de regio
De gemeente Uden werkt momenteel intensief aan gemeenschappelijke regelingen met buurgemeente Veghel vanuit de nieuwe stedelijke regio Uden-Veghel. Hiervoor is onder andere een Intergemeentelijk Bureau Economie (IBE) opgericht. Het IBE is ingesteld om Veghel en Uden zo veel mogelijk te laten profiteren van één gemeenschappelijk sociaal-economisch en ruimtelijk-economisch beleid.

### Stedenband
Als Europese gemeente had Uden sinds 1971 een stedenband met Lippstadt, een plaats in de Duitse deelstaat Noordrijn-Westfalen, gelegen in het district Soest. De stad heeft ongeveer 67.400 inwoners. Deze band is behouden door de gemeente Maashorst.

### Aangrenzende gemeenten
| Aangrenzende gemeenten | Aangrenzende gemeenten | Aangrenzende gemeenten | Aangrenzende gemeenten | Aangrenzende gemeenten |
| ---------------------- | ---------------------- | ---------------------- | ---------------------- | ---------------------- |
|                        |                        | Landerd                |                        |                        |
|                        |                        |                        |                        |                        |
| Bernheze               | Mill en Sint Hubert    |                        |                        |                        |
|                        |                        |                        |                        |                        |
| Meierijstad            |                        | Boekel                 |                        | Sint Anthonis          |

### Bedrijven
- De hoofdkantoren van de firma's Beter Bed, Swiss Sense en CSU/Tzorg zijn gevestigd in de gemeente Uden. Verder opende Lidl haar eerste Nederlandse vestiging in Uden.

## Monumenten
In de gemeente zijn er een aantal rijksmonumenten en oorlogsmonumenten, zie:
- Lijst van rijksmonumenten in Uden (gemeente)
- Lijst van oorlogsmonumenten in Uden

## Met Uden verbonden personen

### Geboren in Uden
- Theo Willems (1891), handboogschutter
- Gerrit Braks (1933-2017), politicus (CDA), geboren in Odiliapeel
- Gerrit van Dijk (1938-2012), animator, geboren in Volkel
- Cees van der Velden (1941), meervoudig wereldkampioen powerboatracen
- Wilma van den Berg (1947), sprintster
- Addy van den Krommenacker (1950), couturier
- Ursie Lambrechts (1955), politica (D66)
- Marco Kamphuis (1966), schrijver
- Ryan van Esch (1966), winnaar van Expeditie Robinson: Strijd der Titanen, fotomodel, televisiepresentator en ondernemer
- Elle van Rijn (1967), actrice, schrijfster, geboren in Odiliapeel
- Tanja de Jonge (1968), kinderboekenschrijfster
- Romek van Thiel (1969), acteur en presentator
- Nico Freriks (1981), volleybalspeler
- Cheryl Maas (1984), snowboardster

### Woonachtig geweest in Uden
- Piet Mondriaan (1904), kunstschilder

Bolland & Bolland, Muziekproducer, zangers
Tatjana Simic, model, zangeres en actrice

### Ereburger(s)
In 2005 is Gerard Schampers (burgemeester in Uden van 1964-1987) vanwege zijn vele verdiensten voor Uden (en omstreken) op cultureel, bestuurlijk en economisch gebied, door de gemeenteraad benoemd als ereburger van de gemeente Uden. Deze in 2004 ingestelde onderscheiding is nog maar één keer uitgereikt. Schampers is op 26 februari 2006 op 84-jarige leeftijd overleden.
Na de viering van het 25-jarig partnerschap in 1996 is er sprake geweest om de stedenband door afnemende belangstelling af te bouwen. Door nieuw voorzitterschap van de inmiddels opgerichte Stichting Jumelage Uden-Lippstadt en het instellen van een stimuleringssubsidieregeling is er weer enige vorm van bezoek over en weer ontstaan.

## Trivia
- Een voorstel van de Noord-Brabantse Commissie voor Wapen- en Vlaggenkunde waarbij het wapen van de gemeente Uden in 1992 kon worden aangepast naar: "In keel een hartschild van zilver, over alles heen een karbonkel van goud. Het schild gedekt met een gouden kroon van drie bladeren en twee parels." Evenueel kon er een boom achter geplaatst worden. Dit voorstel is echter niet overgenomen.[6] Het huidige wapen, dat verleend is in 1817, vormt een variant van het wapen van Kleef. Dat werd door de schepenbank Uden gebruikt bij het zegelen van documenten, aangezien Uden vanaf 1396 in handen van de hertog van Kleef kwam.